# Mascot, Tennessee
Mascot är en census-designated place i Knox County i Tennessee med 2 884 invånare (2022). Mascot har en yta av 18 km².

## Kända personer från Mascot
- Kelsea Ballerini, countrymusiker